# Lorenzo Insigne
Lorenzo Insigne (Frattamaggiore, 4 juni 1991) is een Italiaans voetballer die doorgaans als aanvaller speelt. Hij stroomde in 2009 door vanuit de jeugd van Napoli, waar hij in april 2017 zijn contract verlengde tot medio 2022, waarna hij transfervrij naar het Canadese Toronto FC trok. Hij debuteerde in 2012 in het Italiaans voetbalelftal. Zijn broer Roberto is ook actief in het betaald voetbal.

## Clubcarrière

### Napoli
Insigne stroomde in 2009 door vanuit de jeugdopleiding van SSC Napoli. Op 24 januari 2010 maakte Insigne zijn Serie A-debuut voor Napoli in een uitwedstrijd tegen Livorno. In de blessuretijd van de wedstrijd die met 2-0 gewonnen werd, verving Insigne Germán Denis.

### Verhuurperiodes
Snel na zijn debuut verhuurde Napoli Insigne aan Cavese, spelend in de Lega Pro Prima Divisione. Hiervoor speelde hij tien wedstrijden, zonder te scoren. Het seizoen daarna bracht Insigne op huurbasis door bij Foggia, eveneens in de Lega Pro Prima Divisione. Hier maakte hij negentien doelpunten in 33 wedstrijden. In een wedstrijd tegen Lanciano was Insigne goed voor een hattrick. Napoli verhuurde Insigne gedurende het seizoen 2011/12 voor een derde keer, deze keer aan het op dat moment in de Serie B spelende Pescara. Hij maakte achttien doelpunten in 37 wedstrijden en dwong met de club promotie naar de Serie A af.

### Terugkeer bij Napoli
In de zomer van 2012 keerde Insigne terug bij Napoli. Op 16 september maakte hij zijn eerste doelpunt in de Serie A bij een 3–1 zege op Parma. Vier dagen later maakte Insigne zijn Europese debuut in het Europa League-duel met AIK Fotboll. Deze wedstrijd werd met 4–0 gewonnen door Napoli, Insigne was goed voor twee assists. Napoli werd tweede in de Serie A. Insigne speelde in deze competitie 37 wedstrijden en scoorde hierin vijf keer. Op 18 september 2013 speelde hij voor het eerst in de Champions League, tegen Borussia Dortmund. Insigne scoorde de 2–0 in de met 2–1 gewonnen wedstrijd. Op 13 april 2014 speelde Insigne in het competitieduel met AS Roma met de aanvoerdersband om. Op 3 mei won Napoli voor de vijfde keer in haar clubhistorie de Coppa Italia. In de finale werd Fiorentina met 1–3 verslagen. Insigne was in de eerste helft verantwoordelijk voor zowel de 0–1 als de 0–2. In een competitiewedstrijd met datzelfde Fiorentina op 9 november 2014 scheurde Insigne zijn kruisband. Vijf maanden later keerde Insigne terug op het voetbalveld tegen AS Roma. Hij miste ook de Supercoppa, die na een strafschoppenreeks tegen Juventus werd gewonnen. Napoli bereikte dat seizoen de halve finale van de Europa League. Daarin werd het uitgeschakeld door FK Dnipro.
In de eerste acht competitiewedstrijden van het seizoen 2015/16 scoorde Insigne zesmaal. In het seizoen daarna maakte Insigne twintig doelpunten in 49 wedstrijden over alle competities, waarvan achttien in de Serie A. Daarmee eindigde Insigne op de zevende plaats van de topscorerslijst. Op 15 februari 2017 scoorde Insigne in de achtste finale van de Champions League tegen uiteindelijk winnaar Real Madrid. Echter verloor Napoli over twee wedstrijden met 6–2. Op 14 oktober 2017 scoorde Insigne tegen AS Roma zijn honderdste doelpunt in clubvoetbal. Nadat Marek Hamšík in februari 2019 vertrok bij Napoli, werd Insigne de eerste aanvoerder.

## Clubstatistieken
| Seizoen         | Club            | Competitie      | Competitie | Competitie | Beker | Beker | Internationaal | Internationaal | Overig | Overig | Totaal | Totaal |
| Seizoen         | Club            | Competitie      | Wed.       | Dlp.       | Wed.  | Dlp.  | Wed.           | Dlp.           | Wed.   | Dlp.   | Wed.   | Dlp.   |
| --------------- | --------------- | --------------- | ---------- | ---------- | ----- | ----- | -------------- | -------------- | ------ | ------ | ------ | ------ |
| 2009/10         | → Cavese        | Lega Pro        | 10         | 0          | 0     | 0     | —              | —              | —      | —      | 10     | 0      |
| Club totaal     | Club totaal     | Club totaal     | 10         | 0          | 0     | 0     | 0              | 0              | 0      | 0      | 10     | 0      |
| 2010/11         | → Foggia        | Lega Pro        | 33         | 19         | 0     | 0     | —              | —              | —      | —      | 33     | 19     |
| Club totaal     | Club totaal     | Club totaal     | 33         | 19         | 0     | 0     | 0              | 0              | 0      | 0      | 33     | 19     |
| 2011/12         | → Pescara       | Serie B         | 37         | 18         | 1     | 2     | —              | —              | —      | —      | 38     | 20     |
| Club totaal     | Club totaal     | Club totaal     | 37         | 18         | 1     | 2     | 0              | 0              | 0      | 0      | 38     | 20     |
| 2009/10         | Napoli          | Serie A         | 1          | 0          | 0     | 0     | —              | —              | —      | —      | 1      | 0      |
| 2012/13         | Napoli          | Serie A         | 37         | 5          | 1     | 0     | 5              | 0              | 0      | 0      | 43     | 5      |
| 2013/14         | Napoli          | Serie A         | 36         | 3          | 5     | 3     | 10             | 3              | —      | —      | 51     | 9      |
| 2014/15         | Napoli          | Serie A         | 20         | 2          | 1     | 0     | 9              | 0              | 0      | 0      | 30     | 2      |
| 2015/16         | Napoli          | Serie A         | 37         | 12         | 0     | 0     | 5              | 1              | —      | —      | 42     | 13     |
| 2016/17         | Napoli          | Serie A         | 37         | 18         | 4     | 1     | 8              | 1              | —      | —      | 49     | 20     |
| 2017/18         | Napoli          | Serie A         | 37         | 8          | 2     | 1     | 9              | 5              | —      | —      | 48     | 14     |
| 2018/19         | Napoli          | Serie A         | 28         | 10         | 2     | 0     | 11             | 4              | —      | —      | 41     | 14     |
| 2019/20         | Napoli          | Serie A         | 37         | 8          | 4     | 3     | 5              | 2              | —      | —      | 46     | 13     |
| 2020/21         | Napoli          | Serie A         | 35         | 19         | 4     | 0     | 8              | 0              | 1      | 0      | 48     | 19     |
| Club totaal     | Club totaal     | Club totaal     | 305        | 85         | 23    | 8     | 70             | 16             | 1      | 0      | 399    | 109    |
| Carrière totaal | Carrière totaal | Carrière totaal | 385        | 122        | 24    | 10    | 74             | 16             | 1      | 0      | 480    | 148    |

Bijgewerkt t/m 22 april 2021.

## Interlandcarrière
Insigne maakte op 11 september 2012 zijn debuut in het Italiaans voetbalelftal in de tweede kwalificatiewedstrijd voor het wereldkampioenschap voetbal 2014 tegen Malta (2–0 winst). Na de rust viel hij in voor Alessandro Diamanti. Hij nam met de Italiaanse jeugdploeg (U21) deel aan het Europees kampioenschap 2013 in Israël, waar Jong Italië in de finale met 4–2 verloor van Jong Spanje. Op 14 augustus 2013, in zijn tweede interland, maakte Insigne zijn eerste doelpunt voor Italië in een vriendschappelijke wedstrijd met Argentinië. Desondanks werd de wedstrijd met 1–2 verloren.
Bondscoach Cesare Prandelli nam Insigne op in de Italiaanse selectie voor het WK 2014 in Brazilië en gaf hem als invaller speeltijd in het tweede groepsduel tegen Costa Rica, dat met 0–1 werd verloren. Italië moest na de groepsfase het toernooi verlaten. Insigne maakte ook deel uit van de Italiaanse ploeg op het EK 2016 in Frankrijk. Italië werd in de kwartfinale na strafschoppen uitgeschakeld door Duitsland. Insigne kreeg in deze wedstrijd een invalbeurt, die hij ook kreeg in de achtste finale tegen Spanje en in de laatste groepswedstrijd tegen Ierland.
| Interlands van Lorenzo Insigne voor Italië | Interlands van Lorenzo Insigne voor Italië | Interlands van Lorenzo Insigne voor Italië | Interlands van Lorenzo Insigne voor Italië | Interlands van Lorenzo Insigne voor Italië | Interlands van Lorenzo Insigne voor Italië |
| №                                          | Datum                                      | Wedstrijd                                  | Uitslag                                    | Soort wedstrijd                            | Doelpunten                                 |
| Als speler bij SSC Napoli                  | Als speler bij SSC Napoli                  | Als speler bij SSC Napoli                  | Als speler bij SSC Napoli                  | Als speler bij SSC Napoli                  | Als speler bij SSC Napoli                  |
| ------------------------------------------ | ------------------------------------------ | ------------------------------------------ | ------------------------------------------ | ------------------------------------------ | ------------------------------------------ |
| 1.                                         | 11 september 2012                          | Italië – Malta                             | 2 – 0                                      | Kwalificatie WK 2014                       |                                            |
| 2.                                         | 14 augustus 2013                           | Italië – Argentinië                        | 1 – 2                                      | Vriendschappelijk                          | 75'                                        |
| 3.                                         | 6 september 2013                           | Italië – Bulgarije                         | 1 – 0                                      | Kwalificatie WK 2014                       |                                            |
| 4.                                         | 15 oktober 2013                            | Italië – Armenië                           | 2 – 2                                      | Kwalificatie WK 2014                       |                                            |
| 5.                                         | 4 juni 2014                                | Italië – Luxemburg                         | 1 – 1                                      | Vriendschappelijk                          |                                            |
| 6.                                         | 20 juni 2014                               | Costa Rica – Italië                        | 1 – 0                                      | WK 2014                                    |                                            |
| 7.                                         | 24 maart 2016                              | Italië – Spanje                            | 1 – 1                                      | Vriendschappelijk                          |                                            |
| 8.                                         | 29 maart 2016                              | Duitsland – Italië                         | 4 – 1                                      | Vriendschappelijk                          |                                            |
| 9.                                         | 29 mei 2016                                | Italië – Schotland                         | 1 – 0                                      | Vriendschappelijk                          |                                            |
| 10.                                        | 22 juni 2016                               | Italië – Ierland                           | 0 – 1                                      | EK 2016                                    |                                            |
| 11.                                        | 27 juni 2016                               | Italië – Spanje                            | 2 – 0                                      | EK 2016                                    |                                            |
| 12.                                        | 2 juli 2016                                | Duitsland – Italië                         | 1 – 1 (6 – 5 n.s.)                         | EK 2016                                    |                                            |
| 13.                                        | 12 november 2016                           | Liechtenstein – Italië                     | 0 – 4                                      | Kwalificatie WK 2018                       |                                            |
| 14.                                        | 24 maart 2017                              | Italië – Albanië                           | 2 – 0                                      | Kwalificatie WK 2018                       |                                            |
| 15.                                        | 7 juni 2017                                | Uruguay – Italië                           | 3 – 0                                      | Vriendschappelijk                          |                                            |
| 16.                                        | 11 juni 2017                               | Italië – Liechtenstein                     | 5 – 0                                      | Kwalificatie WK 2018                       | 35'                                        |
| 17.                                        | 2 september 2017                           | Spanje – Italië                            | 3 – 0                                      | Kwalificatie WK 2018                       |                                            |
| 18.                                        | 5 september 2017                           | Italië – Israël                            | 1–0                                        | Kwalificatie WK 2018                       |                                            |
| 19.                                        | 6 oktober 2017                             | Italië – Noord-Macedonië                   | 1 – 1                                      | Kwalificatie WK 2018                       |                                            |
| 20.                                        | 9 oktober 2017                             | Albanië – Italië                           | 0 – 1                                      | Kwalificatie WK 2018                       |                                            |
| 21.                                        | 10 november 2017                           | Zweden – Italië                            | 1 – 0                                      | Kwalificatie WK 2018                       |                                            |
| 22.                                        | 23 maart 2018                              | Argentinië – Italië                        | 2 – 0                                      | Vriendschappelijk                          |                                            |
| 23.                                        | 27 maart 2018                              | Engeland – Italië                          | 1 – 1                                      | Vriendschappelijk                          | 27' (pen.)                                 |
| 24.                                        | 28 mei 2018                                | Italië – Saoedi-Arabië                     | 2 – 1                                      | Vriendschappelijk                          |                                            |
| 25.                                        | 1 juni 2018                                | Frankrijk – Italië                         | 3 – 1                                      | Vriendschappelijk                          |                                            |
| 26.                                        | 4 juni 2018                                | Italië – Nederland                         | 1 – 1                                      | Vriendschappelijk                          |                                            |
| 27.                                        | 7 september 2018                           | Italië – Polen                             | 1 – 1                                      | Nations League 2018/19                     |                                            |
| 28.                                        | 10 oktober 2018                            | Italië – Oekraïne                          | 1 – 1                                      | Vriendschappelijk                          |                                            |
| 29.                                        | 14 oktober 2018                            | Polen – Italië                             | 0 – 1                                      | Nations League 2018/19                     |                                            |
| 30.                                        | 17 november 2018                           | Italië – Portugal                          | 0 – 0                                      | Nations League 2018/19                     |                                            |
| 31.                                        | 8 juni 2019                                | Griekenland – Italië                       | 0 – 3                                      | Kwalificatie EK 2020                       | 30'                                        |
| 32.                                        | 11 juni 2019                               | Italië – Bosnië en Herzegovina             | 2 – 1                                      | Kwalificatie EK 2020                       | 49'                                        |
| 33.                                        | 12 oktober 2019                            | Italië – Griekenland                       | 2 – 0                                      | Kwalificatie EK 2020                       |                                            |
| 34.                                        | 15 november 2019                           | Bosnië en Herzegovina – Italië             | 0 – 3                                      | Kwalificatie EK 2020                       | 37'                                        |

Bijgewerkt op 22 mei 2020.

## Erelijst
| Competitie       |         |                 |         |         |
| Competitie       | Aantal  | Jaren           |         |         |
| Pescara          | Pescara | Pescara         | Pescara | Pescara |
| ---------------- | ------- | --------------- | ------- | ------- |
| Kampioen Serie B | 1x      | 2011/12         |         |         |
| Napoli           |         |                 |         |         |
| Coppa Italia     | 2x      | 2013/14,2019/20 |         |         |
| Supercoppa       | 1x      | 2014            |         |         |

| Competitie | Winnaar | Winnaar | Runner-up | Runner-up | Derde  | Derde  |
| Competitie | Aantal  | Jaren   | Aantal    | Jaren     | Aantal | Jaren  |
| Italië     | Italië  | Italië  | Italië    | Italië    | Italië | Italië |
| ---------- | ------- | ------- | --------- | --------- | ------ | ------ |
| EK voetbal | 1x      | 2020    |           |           |        |        |

1 Meret ·
4 Buongiorno ·
5 Jesus ·
6 Gilmour ·
7 Neres ·
8 McTominay ·
11 Lukaku ·
12 Turi ·
13 Rrahmani ·
14 Contini ·
15 Billing ·
16 Marín ·
17 Olivera ·
18 Simeone ·
21 Politano ·
22 Di Lorenzo  ·
26 Ngonge ·
29 Hasa ·
30 Mazzocchi ·
37 Spinazzola ·
68 Lobotka ·
81 Raspadori ·
96 Scuffet ·
99 Zambo Anguissa ·
Coach: Conte
1 Buffon  ·
2 De Sciglio ·
3 Chiellini ·
4 Darmian ·
5 Motta ·
6 Candreva ·
7 Abate ·
8 Marchisio ·
9 Balotelli ·
10 Cassano ·
11 Cerci ·
12 Sirigu ·
13 Perin ·
14 Aquilani ·
15 Barzagli ·
16 De Rossi ·
17 Immobile ·
18 Parolo ·
19 Bonucci ·
20 Paletta ·
21 Pirlo ·
22 Insigne ·
23 Verratti ·
Coach: Prandelli
1 Buffon  ·
2 De Sciglio ·
3 Chiellini ·
4 Darmian ·
5 Ogbonna ·
6 Candreva ·
7 Zaza ·
8 Florenzi ·
9 Pellè ·
10 Motta ·
11 Immobile ·
12 Sirigu ·
13 Marchetti ·
14 Sturaro ·
15 Barzagli ·
16 De Rossi ·
17 Éder ·
18 Parolo ·
19 Bonucci ·
20 Insigne ·
21 Bernardeschi ·
22 El Shaarawy ·
23 Giaccherini ·
Coach: Conte
1 Sirigu ·
2 Di Lorenzo ·
3 Chiellini  ·
4 Spinazzola ·
5 Locatelli ·
6 Verratti ·
7 Castrovilli ·
8 Jorginho ·
9 Belotti ·
10 Insigne ·
11 Berardi ·
12 Pessina ·
13 Emerson ·
14 Chiesa ·
15 Acerbi ·
16 Cristante ·
17 Immobile ·
18 Barella ·
19 Bonucci ·
20 Bernardeschi ·
21 Donnarumma ·
22 Raspadori ·
23 Bastoni ·
24 Florenzi ·
25 Tolói ·
26 Meret ·
Coach: Mancini